# Pyrausta emigralis
Pyrausta emigralis là một loài bướm đêm trong họ Crambidae.